# Списак острва у Хрватској
Острва (површине веће од од 1 km²), острвца (мање од 1 km² и веће од 0.01 km²) хрватског дела Јадрана поређани према површини.

## Острва хрватског дела Јадранског мора
1. Црес
2. Крк
3. Брач
4. Хвар
5. Паг
6. Корчула
7. Дуги оток
8. Мљет
9. Вис
10. Раб
11. Пашман
12. Шолта
13. Вели Лошињ
14. Угљан
15. Ластово
16. Корнат
17. Чиово
18. Олиб
19. Молат
20. Вир
21. Мали Лошињ
22. Муртер
23. Уније
24. Иж
25. Шипан
26. Сеструњ
27. Жирје
28. Жут
29. Силба
30. Првић (Крк)
31. Дрвеник Вели
32. Ист
33. Премуда
34. Плавник
35. Маун
36. Шћедро
37. Зларин
38. Каприје
39. Свети Гргур
40. Бишево
41. Велики Бријуни
42. Иловик
43. Свети Клемент
44. Долин
45. Голи оток
46. Лопуд
47. Светац
48. Зверинац
49. Сушац
50. Шкарда
51. Сусак
52. Рава
53. Ривањ
54. Дрвеник Мали
55. Какан
56. Змајан
57. Јакљан
58. Прежба
59. Тијат
60. Пишкера
61. Зеча
62. Колочеп
63. Првић
64. Вргада
65. Лавдара Вела
66. Тун Вели
67. Шкрда
68. Леврнака
69. Лавса
70. Сит
71. Курба Вела
72. Мрчара
73. Арта Велика
74. Велике Сракане
75. Катина
76. Планик
77. Мали Бријуни
78. Веле Орјуле
79. Смоквица Вела (Корнат)

## Мања острва хрватског дела Јадранског мора
1. Бадија
2. Свети Петар
3. Жижањ
4. Олипа
5. Шкуљ
6. Гангаро
7. Бабац
8. Колударц
9. Трамерка
10. Копиште
11. Свети Марко
12. Локрум
13. Маринковац
14. Шило Велико
15. Произд
16. Чешвиница
17. Стипанска
18. Мурвењак
19. Лунга (Корнат)
20. Мале Сракане
21. Кошара
22. Обоњан
23. Радељ
24. Зечево (Паг)
25. Кобрава
26. Кручица
27. Арканђел
28. Курба Мала
29. Саплун
30. Гламоч
31. Горња Аба
32. Мана
33. Оруда
34. Звириновик
35. Кркната
36. Оруд
37. Арта Мала
38. Логорун
39. Аба Дуга
40. Кнежак
41. Окључ
42. Крапањ
43. Маслиновик
44. Мишјак Вели
45. Тетовишњак Велики
46. Касела
47. Лупац
48. Мале Орјуле
49. Гангарол
50. Ошљак
51. Трстеник (Црес)
52. Мишјак Мали
53. Шћитна
54. Велики Будиковац
55. Камени Жакан
56. Дрвеник (Зларин)
57. Равни Жакан
58. Добри Оток
59. Руда
60. Стоморина
61. Лушки Оток
62. Густац
63. Палагружа
64. Густац (Корнат)
65. Врник
66. Боровник (Корнат)
67. Трстеник (Хвар)
68. Света Фумија
69. Свршата Велика
70. Равник
71. Мажирина
72. Долфин
73. Рашип Велики
74. Водњак Велики
75. Тајан (Пељешац)
76. Облик (Зларин)
77. Гомињак
78. Жутска Аба
79. Боровњак Велики
80. Морачник
81. Балкун
82. Помештак
83. Плањак
84. Змињак
85. Гребен Аба
86. Тмара
87. Ошјак
88. Сестрица Вела
89. Козјак (острво)
90. Јеролим
91. Вели Пржњак
92. Вели Оток
93. Утра
94. Моровник
95. Густац (Жут)
96. Мркан
97. Красница (Ванга)
98. Веруда
99. Бршћак
100. Виник Велики
101. Велика Сестрица
102. Цеја
103. Велики Брушњак
104. Братин
105. Смоквица Вела
106. Обун
107. Велики Шкољ (Угљан)
108. Велика Дајна
109. Фенера
110. Боровац (Хвар)
111. Балабра Велика
112. Брушњак
113. Вели Шкољ (Молунат)
114. Лутрошњак (Строшњак)
115. Сестрица Мала
116. Сридњак
117. Рашип Мали
118. Трамерчица
119. Крбела Вела
120. Мајсан
121. Коморник
122. Панитула Велика
123. Велики Сикавац
124. Црвени Оток (Свети Андрија)
125. Идула
126. Бављенац
127. Сридњи Оток
128. Јужни гребен
129. Јаз
130. Врховњак
131. Маман
132. Западни гребен
133. Мали Сикавац
134. Гармењак Вели
135. Галешњак
136. Влашник
137. Свети Јеролим
138. Бодулаш
139. Света Катарина
140. Велика Котула
141. Дражемански Велики
142. Уљаник
143. Тун Мали
144. Скала Велика
145. Дубовац
146. Коритњак
147. Водењак (Ист)
148. Клобучар
149. Мунтан
150. Ракитан
151. Зечево (Хвар)
152. Свети Јурај
153. Оток (Трогир)
154. Тајан (Јакљан)
155. Дуго
156. Фрашкер
157. Боровњак Мали
158. Буч Вели
159. Раван
160. Ср. Сестрица (Ривањ)
161. Свети Иван
162. Чавлин
163. Луцмарињак
164. Планиковац
165. Мртовњак (Курба Вела)
166. Црквина
167. Црклица
168. Сестрица Велика (Корнат)
169. Сутвара
170. Кркњаш Вели
171. Мали Пржњак
172. Бргуљски Оток
173. Машкин
174. Тегина
175. Обручан Велики
176. Велики Лагањ
177. Бисага (Корнат)
178. Тајник
179. Грујица
180. Гармењак Велики
181. Свилан
182. Пришњак Вели
183. Дужац Велики
184. Дуги Шкољ
185. Петровац
186. Мртовњак (Дуги оток)
187. Љутац
188. Фулија
189. Шкољић (Вир)
190. Муртар
191. Бисага (Муртер)
192. Шипната
193. Бурњи Шкољ (Гребен Шкољ)
194. Межањ
195. Средњи гребен
196. Томешњак (Гаћинов Шкољ)
197. Ћутин Вели
198. Мишјак
199. Глават (Мљет)
200. Водењак (Корнат)
201. Товарњак (Молат)
202. Планичић
203. Мртоњак
204. Клуда
205. Котеж
206. Ражанац Велики (Источни Шкољ)
207. Скрижањ Велики
208. Товарњак (Жут)
209. Смоквењак
210. Облик (Вргада)
211. Камешњак Мали
212. Грбавац
213. Тетовишњак Мали
214. Кошљун
215. Камешњак Велики
216. Прчевац
217. Глуровић
218. Велики Осир
219. Плочица
220. Вели Планатак
221. Велики Паржањ
222. Леван
223. Коверсада
224. Маслињак (Корнат)
225. Дваинка
226. Планац
227. Дакса
228. Велика Сестрица (Ровињ)
229. Дужац (Тетовишњак Велики)
230. Пришњак (Муртер)
231. Голац (Дуги Оток)
232. Бобара
233. Рудула
234. Козина
235. Газ
236. Света Катарина (Шашман)
237. Полебрњак
238. Ловориковац
239. Дуги Влашник
240. Смоквица
241. Галун
242. Виник Мали
243. Велики Шкољ (Мљет)
244. Велики Шкољ (Гргетов рт)
245. Маслињак (Ист)
246. Врсар
247. Гармењак
248. Обљак (Молат)
249. Сушица
250. Краљак
251. Јанчар
252. Гира
253. Луковник
254. Зечево (Крк)
255. Магарчић
256. Мали Плавник
257. Андрија
258. Велики Шкољ (Пашман
259. Шило
260. Лавдара Мала
261. Шкровада
262. Краљевац
263. Пинизелић
264. Брсквењак
265. Балун
266. Оток Гребен
267. Мртовац (Мртвац)
268. Галија
269. Косор
270. Луковац (Маг)
271. Хрбошњак (Муртер)
272. Палацол
273. Пусти Оток
274. Брусник
275. Маслиновац (Пељешац)
276. Гармењак Мали
277. Лукар
278. Боровник (Муртер)
279. Забодаски
280. Камењак (Премуда)
281. Галичак
282. Хрид Масарине
283. Коморица
284. Ср. Влашник
285. Крбела Мала
286. Бисаге
287. Бисаче
288. Кормати
289. Ражанац Мали (Западни Шкољ)
290. Прдуша Вела
291. Космач Велики
292. Боровац (Мљет)
293. Обљак (Мали Бријуни)
294. Кормати
295. Високи
296. Самоград
297. Пришњак Мали
298. Маслињак (Муртер)
299. крава
300. Гребен Влашник
301. Плешћина
302. Вели Шкољ
303. Хост
304. Мали Брушњак
305. Губавац (Корчула)
306. Плитки Кукуљар (Водњак)
307. Равна Сика
308. Оточић
309. Аржењак Вели
310. Гојак
311. Обровањ
312. Тресорка
313. Отоци Саламун
314. Тукошћак
315. Паржањ
316. Грмеј
317. Кудица
318. Скала Мала
319. Супетар
320. Прећски Шкољ
321. Чрниковац
322. Луковац (Хвар)
323. Шип
324. Велика Кнежа
325. Оточац
326. Бисага Велика (Жут)
327. Космерка
328. Груњ
329. Оврата
330. Свети Андрија
331. Под Копиште
332. Спарушњак
333. Аржењак Мали
334. Велики Паранак
335. Боровник (Сит)
336. Самунћел
337. Мала Сестрица (Ривањ)
338. Кошарица (Маслињак)
339. Каменар
340. Кркњаш Мали
341. Галовац (Шкољи)
342. Пучењак
343. Гољак
344. Артина
345. Руњава Котула
346. Мртовњак (Маћин Шкољ)
347. Катарина
348. Гармењак Мали
349. Обљак (Корчула)
350. Панитула Мала
351. Абица
352. Луковњак
353. Артица
354. Стамбедар
355. Лунга
356. Мишњак (Раб)
357. Шкољић Велики
358. Карантунић
359. Кристовић
360. Бућ Мали
361. Сестрица Мала (Корнат)
362. Фигарола
363. Мали Паранак
364. Смоквица Мала
365. Галичњак
366. Стрижњак
367. Жавинац Велики
368. Мачакнар
369. Велики Маслињак
370. Отоци Лукавци
371. Пурара
372. Дражемански Мали
373. Мала Палагружа
374. Пишчена Велики
375. Дужац Мали
376. Мали Будиковац
377. Прдуша Мала
378. Рутњак
379. Фрашкерић
380. Бикаријица
381. Мичњак (Шипан)
382. Губавац Велики
383. Високи Кукуљар (Бабуљак)
384. Похлиб
385. Отоци Саламун
386. Фенолига
387. Маслиновац (Дуги Оток)
388. Космеч
389. Гуштерански
390. Мимоњак
391. Ричул
392. Голубињак Велики
393. Јабука
394. Мерара
395. Стураг
396. Товарњак (Пришњак)
397. Лирица
398. Трумбуја
399. Распарашњак
400. Боровац (Хвар)
401. Мишњак (Угљан)
402. Велики Лаган (Лагнићи)
403. Мала Сестрица (Ровињ)
404. Пришњак
405. Шаиловац
406. Гојца
407. Велика Дајница
408. Влака
409. Шило Мало (Црниковац)
410. Камењак (Корчула)
411. Луковац (Мљет)
412. Маслињак (Жут)
413. Оштрица
414. Велики Шкољ (Пељешац)
415. Вешар
416. Тајан Велики
417. Пулари
418. Кнежачић
419. Хрбошњак (Жирје)
420. Макарац
421. Галијола
422. Премантурски шкољић
423. Лисац
424. Глават (Ластово)
425. Совљак
426. Блитвеница
427. Вртлац (Жирје)
428. Сокол
429. Ступа
430. Велики Барјак
431. Тримулић Велики
432. Шкољић (Иж)
433. Заклопатица
434. Хрид Курјак
435. Отоци Лукавци
436. Висовац
437. Бисага Велика (Пашман)
438. Дуга
439. Хрид Прегазник
440. Света Марија
441. Покоњи Дол
442. Луковац Средњи
443. Мишњак (Уније)
444. Фржитал
445. Дивна
446. Ступа Велика
447. Оточић (Дивуље)
448. Драгунара
449. Саскиња
450. Рончић
451. Дупинић Велики
452. Седло
453. Госпин Шкољ
454. Черигул
455. Маслиновац (Мљет)
456. Луквењак
457. Муљица Велика
458. Шековац
459. Маслињак (Муртер)
460. Пух
461. Свршата Мала
462. Крпељина
463. Галишник
464. Рогачић
465. Померски шкољић
466. Мала Кнежа
467. Скрижањ Мали
468. Супин
469. Весељух
470. Брњестровац
471. Мали Долфин
472. Хрид Подмрчару
473. Мали Планатак
474. Хрид Мали Голи (Голи оток)
475. Мали Паржањ
476. Дужац
477. Камењак
478. Сестрице (Ист)
479. Ула
480. Чаватул
481. Мрдуја
482. Рутвењак Велики
483. Вртлић (Курба Вела)
484. Густи Шкољ
485. Сустипанац
486. Шкољић Мали
487. Коромашна
488. Света Јустина
489. Вјешала
490. Мала Котула
491. Камењак (Ист)
492. Хрид Хрипа
493. Сридњак (Раб)
494. Тужбина
495. Бабина Гузица
496. Мали Лагањ
497. Хрид Свети Антон
498. Млин
499. Лучњак
500. Жавинац Мали
501. Губеша
502. Смоквица Мала (Корнат)
503. Мумоња
504. Хрид Шестаковац
505. Каменица
506. Сестрица Велика (Пељешац)
507. Рашипић
508. Шкољић (Муртер)
509. Голић
510. Пијавица
511. Божиковац
512. Хрид Мишар
513. Оток Живота
514. Ошљак Велики
515. Мала Дајница
516. Мали Лаган (Лагнићи)
517. Дупинић Мали
518. Средњак (Пељешац)
519. Мали оток
520. Татишњак
521. Дингачки Шкољ
522. Хрид Столац
523. Галиција